# ХК 07 Детва
ХК 07 Детва (словац. HC 07 Detva) — хокейний клуб з міста Детва, Словаччина. Заснований у 2007 році.

## Історія
Клуб засновано в місті Детва в 2007 році.
Команда у сезоні 2007–08 дебютувала у другій лізі і з першого разу стала переможцем турніру та підвищилась до першої ліги. 
У першій лізі «Детва» відіграла дев'ять сезонів і у сезоні 2016–17 років стала переможцем ліги та здобула право виступати в словацькій Екстралізі.
у першому сезоні на найвищому рівні клуб вів боротьбу за виживання в лізі. У наступному сезоні кваліфкувались до плей-оф, де поступились майбутньому чемпіону клубу «Банська Бистриця». Сезон 2019–20 не дограли через пандемію COVID-19 і це врятувало «Детву» від вильоту (у кваліфікації команда посіла останнє дванадцяте місце). Сезон 2020–21 став найкращим і останнім для команди в екстралізі, по завершенні чемпіонату її власник Роберт Люптак вирішив перенести ліцензію з міста Детви до Пряшева і там заснувати нову команду. Відтак «Детва» вибула до другої ліги. Наразі команда знову виступає в першій лізі Словаччини.

## Домашня арена
«Детва» домашній стадіон клубу. Арена вміщує 1800 глядачів.

## Досягнення
Перша ліга Словаччини
- Переможець (2): 2014–15, 2016–17

Друга ліга Словаччини
- Переможець (1): 2007–08